# Mirae Caritatis
Mirae caritatis est une encyclique de Léon XIII donnée le 28 mai 1902 qui porte sur la Sainte Eucharistie.